# دقيقة قطبية مجوفة أحادية الخلية
دقيقة قطبية مجوفة أحادية الخلية (الاسم العلمي: Polaromonas vacuolata) هي نوع من البكتيريا، سلبية الغرام، تتبع جنس الدقائق قطبية أحادية الخلية.